# Dekanat Jemilczyne
Dekanat Jemilczyne – jeden z 11 dekanatów katolickich w diecezji kijowsko-żytomierskiej na Ukrainie.

## Parafie
- Bastowa Rudnia - Parafia Niepokalanego Serca Najświętszej Maryi Panny
- Białokorowce - Parafia św. Aloizego Gonzagi
- Huta Zielenicka - Parafia Narodzenia Najświętszej Maryi Panny
- Jemilczyne - Parafia św. Mateusza Ap.
- Krzywocin - Parafia św. Ap. Piotra i Pawła
- Michałówka - Parafia Świętych Aniołów Stróży
- Olewsk - Parafia Podwyższenia Krzyża Pańskiego
- Rychalskie - Parafia Najświętszego Serca Pana Jezusowego
- Zapruda - Parafia św. Marcina